# Agustín de Rojas Villandrando
Agustín de Rojas Villandrando (Madrid, 1572-Paredes de Nava, ca. 1618) va ser un aventurer i dramaturg castellà del Segle d'Or.
Fill de Diego de Villadiego, receptor del rei, i de Luisa de Rojas. Descendia per via paterna del llinatge dels Villandrando de Ribadeo a Galícia. El seu avi i un besoncle van matar un hidalgo i van haver de fugir de Ribadeo a Villadiego, on els va acollir el conestable Íñigo de Velasco, a més van deixar el cognom Villandrando, que el va recuperar Agustín després de dur a terme una investigació.
Després d'acabar els estudis, va ser patge i soldat, als setze anys va sortir de Castella i va servir durant sis anys a les guerres de França. Segons el seu testimoni va viatjar per tot arreu (França, Galícia, Andalusia, Salamanca…) fent qualsevol treball: «fuí pícaro, estuve cautivo, tiré la jabega, andube al remo, fuí mercader, fuí caballero, fuí escribiente, y vine á ser representante.». Després d'exercir com a secretari d'un genovès va establir-se a Zamora, on el 1611 era escrivà i notari públic de l'Audiència Episcopal.
Abans d'establir-se definitivament, va escriure comèdies, entremesos i principalment lloes. Les seves obres van ser representades quan voltava per tota la península enrolat en una companyia de còmics, per exemple a Madrid, Lleida i Barcelona. Destaca de les quals El viaje entretenido (1603), on escriu moltes referències sobre la seva activitat teatral de la seva època: el món dels actors, les companyies, per la temàtica se suposa que Rojas va utilitzar la informació que tenia de primera mà per confeccionar la seva obra. Una altra obra coneguda seva és El Buen Repúblico, impresa a Salamanca el 1611.